# Observatorul din Hamburg

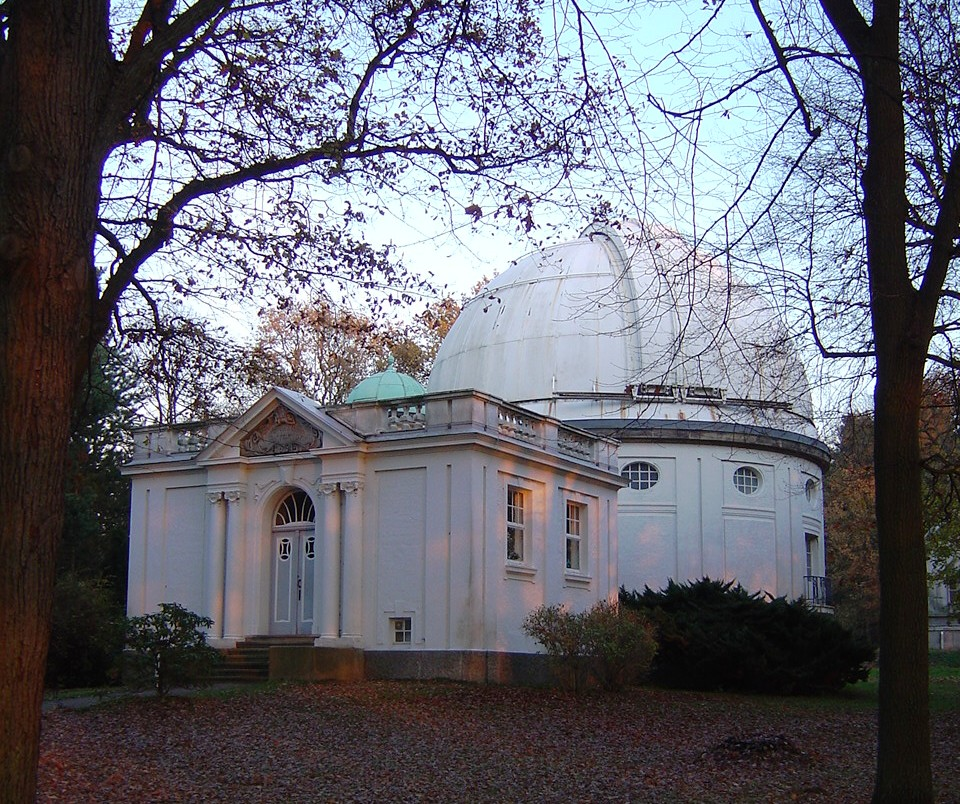
Observatorul din Hamburg

Observatorul din Hamburg este un observator astronomic, legat, din 1968, cu Universitatea din Hamburg, din Germania. Observatorul este situat în cartierul Bergedorf.

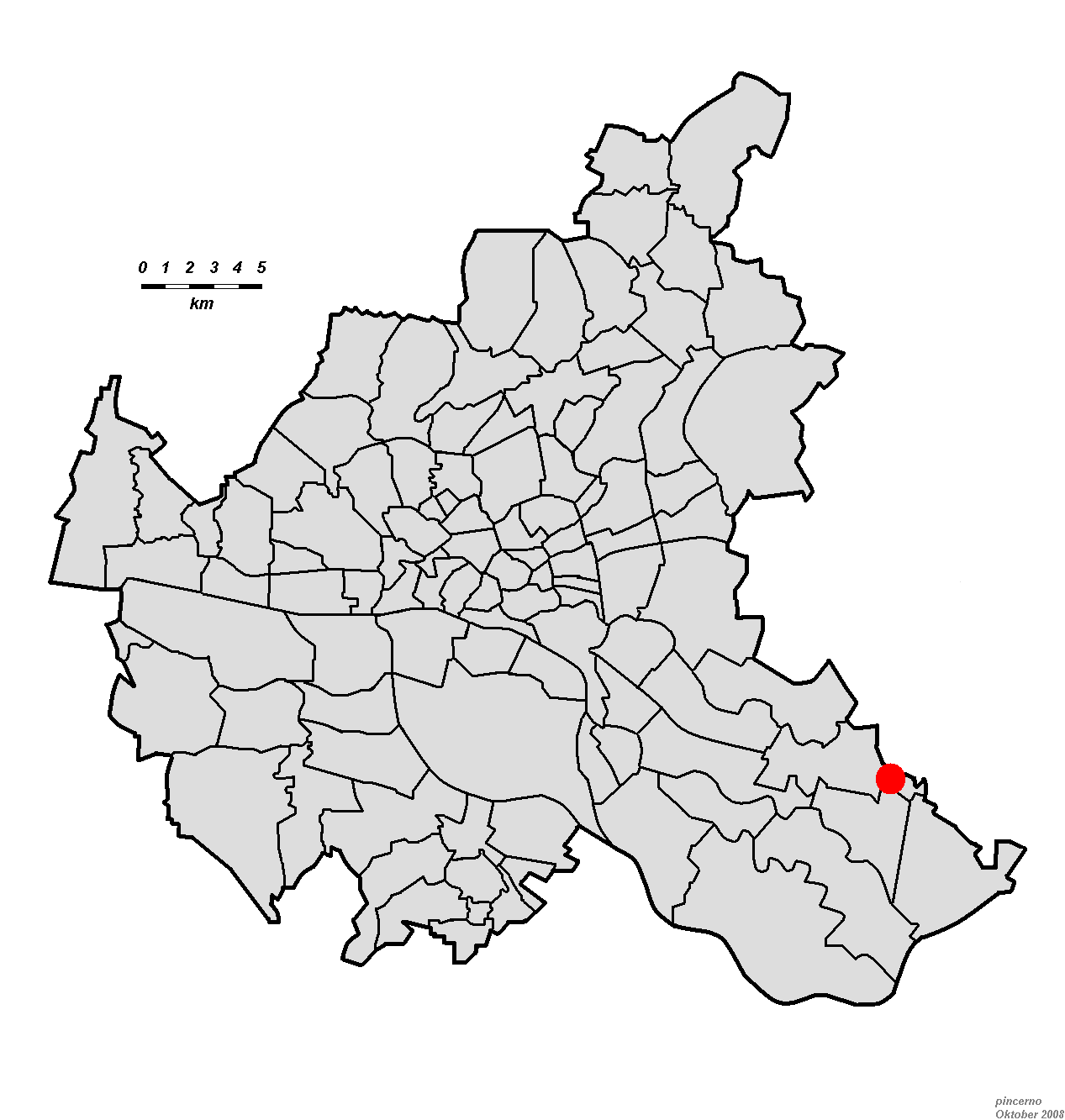
Observatorul situat la Hamburg

## Istoric
La origine, observatorul era situat la Millerntor în Hamburg, unde fusese construit în 1802. În 1825 observatorul a fost deplasat pe o clădire din oraș.
În 1906, din cauza poluării luminoase crescânde, s-a decis deplasarea observatorului la Bergedorf. Primele instrumente au fost așezate în 1909, iar în 1912 observatorul a fost inaugurat, în mod oficial.

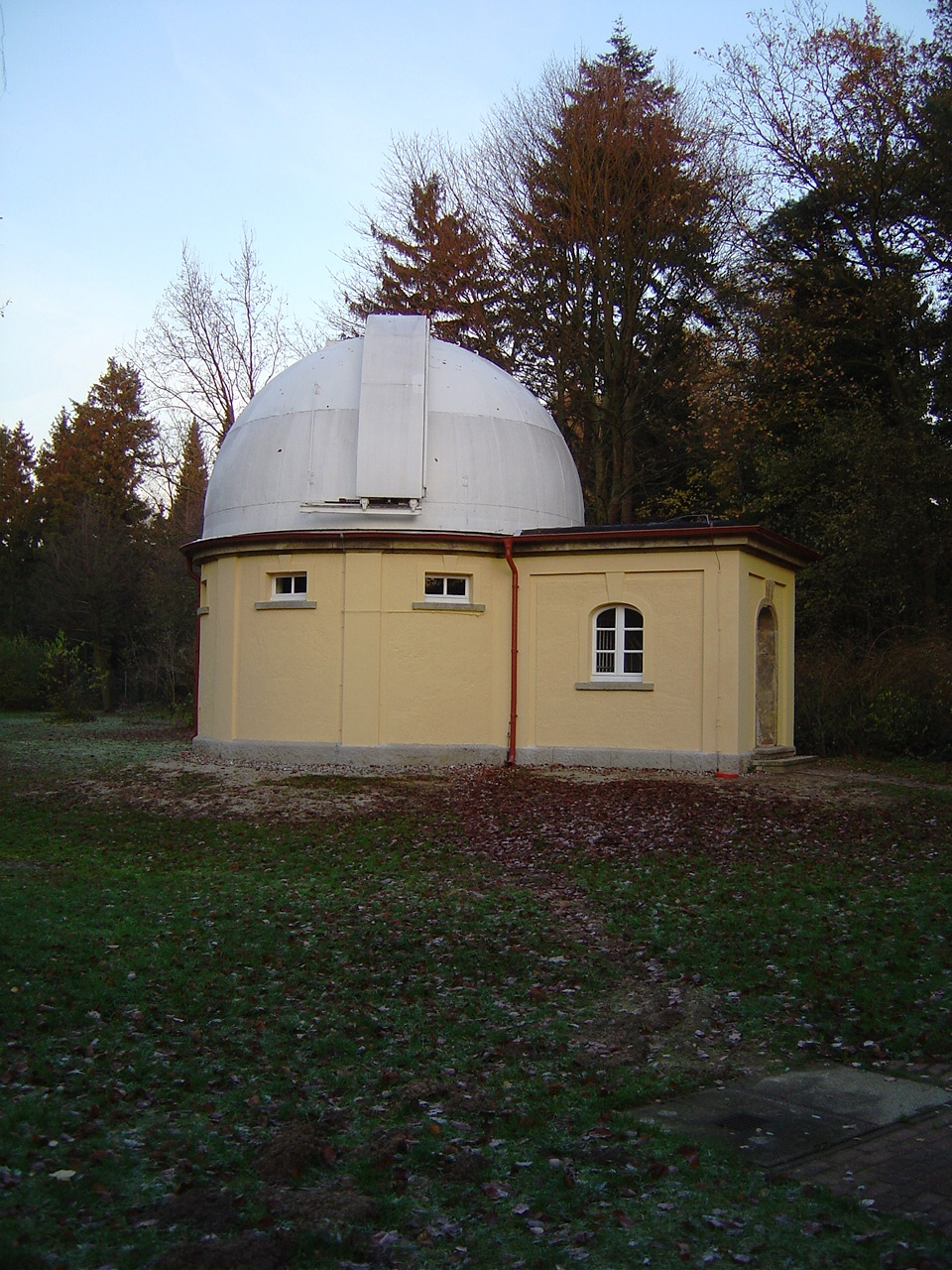
Ecuatorialul